# Десикант
Стипса, чешће стручно десикант, свако је хемијско једињење које упија воду. Та особина стипсе, названа хигроскопност, примењује се у индустрији (посебно хемијској) и у лабораторијским експериментима.
У широкој упореби су чврсти десиканти као средства за уклањање ексесивне влаге која би могла да оштети или уништи производе осетљиве на влагу. Неки од уобичајених десиканата су: силикагел, калцијум-сулфат, калцијум-хлорид, и монтморилонитна глина. Силикагел се често користи у кутијама музичких инструмената.